# Giuseppe Casari
Giuseppe Casari (Martinengo, 10 de abril de 1922 - 12 de novembro de 2013) foi um futebolista italiano que atuava como goleiro.

## Carreira
Giuseppe Casari fez parte do elenco da Seleção Italiana de Futebol na Copa do Mundo de 1950, no Brasil, ele não atuou.